# Tectaria adenophora
Tectaria adenophora là một loài dương xỉ trong họ Tectariaceae. Loài này được Edwin Bingham Copeland mô tả khoa học đầu tiên năm 1911.